# Helene Uri

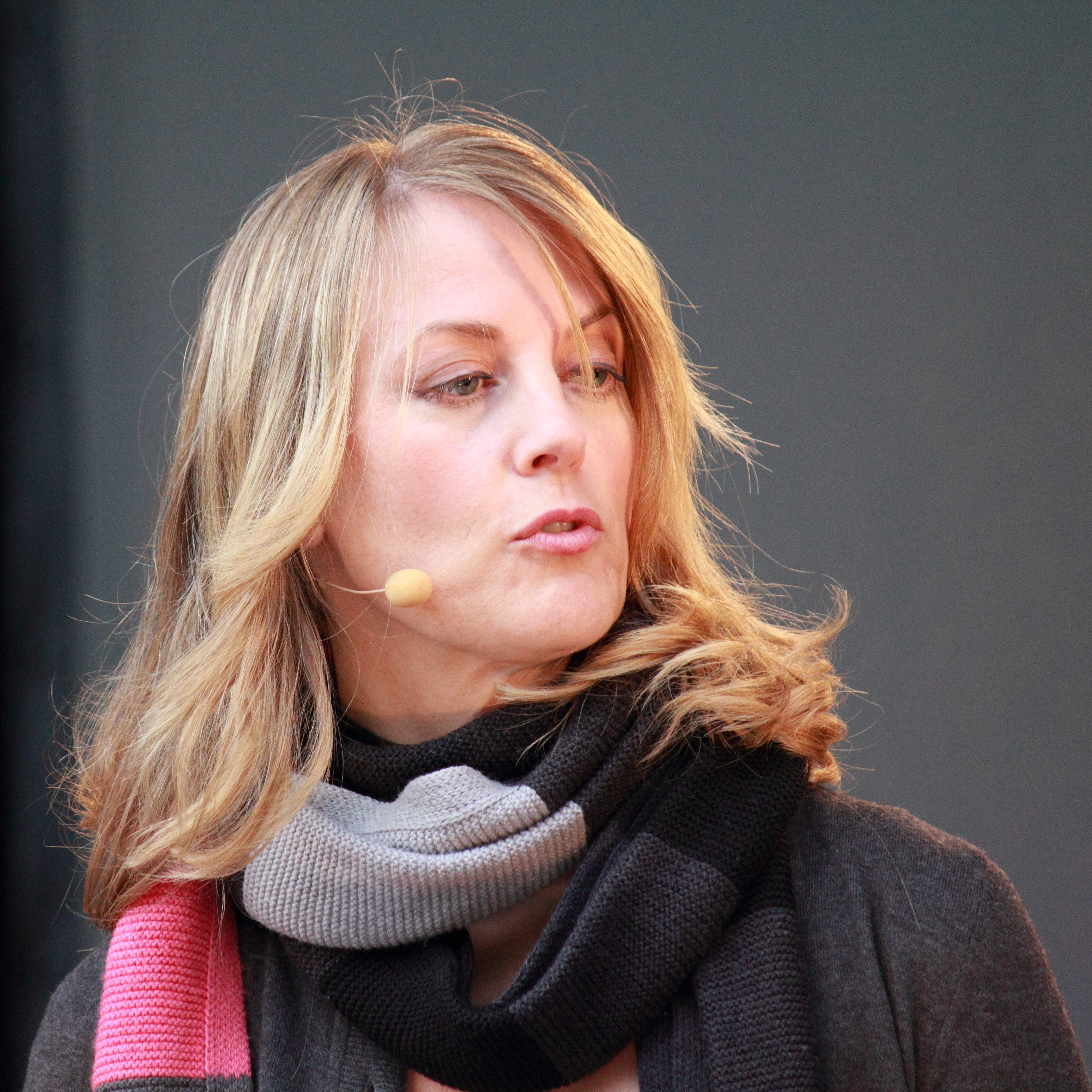
Helene Uri auf dem Oslo bokfestival 2010

Helene Uri (* 11. Dezember 1964 in Stockholm) ist eine norwegische Autorin und Sprachwissenschaftlerin.

## Leben
Helene Uri wurde 1964 in Stockholm geboren und wuchs in Oslo auf.
Sie promovierte 1996 in Sprachwissenschaft an der Universität Oslo und hat sowohl Sachbücher als auch Kinder- und Jugendbücher und Romane verfasst. In ihrem ersten Roman, dem Jugendbuch Anna am Freitag (1995), bringt sie Kindern das Wesen der Sprache näher, ähnlich dem Umgang mit dem Thema Philosophie in Sofies Welt. 1998 erhielt sie einen Literaturpreis des norwegischen Staates für das Sachbuch Den store faktaboka om språk (Das große Buch der Sprache) und 2018 wurde Uri für ihr Buch Hvem sa hva? in der Sparte „Sachliteratur“ mit dem Brageprisen ausgezeichnet.

## Werk (Ausgaben in deutscher Sprache)
- Helene Uri: Anna am Freitag – ein Roman über Sprache. Carlsen Verlag, Hamburg 1999. ISBN 3551580367. (Ab 10 Jahre.)
- Helene Uri: Honigzungen, Heyne, München 2004, ISBN 978-3-453-58001-5.
- Helene Uri und Arne Svingen: Ich sehe, wie die Welt sich dreht. Oetinger, Hamburg 2006, ISBN 978-3-7891-4730-2.
- Helene Uri: Nur die Stärksten überleben. Ein Campus-Roman. Piper, München 2008, ISBN 3492051146.